# Viviendas en la M-30
El complejo de viviendas en la M-30 (conocido con el nombre de El Ruedo) es un conjunto de viviendas sociales en Madrid, diseñado por el arquitecto Francisco Javier Sáenz de Oiza y construido en el periodo 1986-1989. Se encuentra ubicado en el distrito de Moratalaz, a orillas de la M-30, enfrente del parque de Roma. En 1990 comenzaron a llegar a este edificio de la M-30 los primeros realojados del poblado chabolista del Pozo del Huevo (Puente de Vallecas). El Ruedo se diseñó para dar cobijo a 346 familias con ingresos bajos.

## Características
Se caracteriza por ser un grupo de viviendas con una planta de tipo helicoidal. La fachada curvada es de gran escala y está hecha principalmente de ladrillo, existiendo innumerables ventanas en su superficie. Su aspecto exterior se asemeja al de una plaza de toros. La zona interior contrasta por la decoración de sus fachadas. El programa de distribución de viviendas se compone de pisos de dos dormitorios y de dúplex con tres o cuatro dormitorios, con aseos en la planta superior y la zona de estar y la cocina en la planta inferior.